# 弯矩分配法
弯矩分配法是一种对静不定梁和框架的结构分析法，是由Hardy Cross发明。在1930年发表于ASCE期刊。此方法只考虑弯曲效应并且忽略了轴向效应和切向效应。从1930年弯矩分配法是廣为广泛运用于实示生产的方法，一直至電腦开始广泛应用于结构设计和分析為止。